# فاكوندو كامبازو
فاكوندو كامبازو (بالإسبانية: Facundo Campazzo) مواليد 23 مارس 1991، هو لاعب كرة سلة أرجنتيني يلعب مع فريق ريال مدريد ويحمل الرقم 7. يبلغ طوله 5 قدم 11 بوصة (1.8 م).

## فرق لعب لها
- ريال مدريد بالونكيستو

## الميداليات
| الميدالية | المسابقة                             |
| --------- | ------------------------------------ |
| برونزية   | بطولة أمم الأمريكتين لكرة السلة 2013 |

## روابط خارجية
- فاكوندو كامبازو على موقع الاتحاد الدولي لكرة السلة (الإنجليزية)
- فاكوندو كامبازو على موقع الدوري الأوروبي لكرة السلة (الإنجليزية)
- فاكوندو كامبازو على موقع إن بي أي (الإنجليزية)
- فاكوندو كامبازو على موقع سبورتس رفرنس (الإنجليزية)
- فاكوندو كامبازو على موقع الدوري الإسباني لكرة السلة (الإسبانية)
- فاكوندو كامبازو على موقع كرة السلة الأوروبية.كوم (الإنجليزية)
- فاكوندو كامبازو على موقع إي إس بي إن.كوم (الإنجليزية)
- فاكوندو كامبازو على موقع ريلجم (الإنجليزية)
- فاكوندو كامبازو على موقع بروبوليرز (الإنجليزية)
- فاكوندو كامبازو على موقع سبورتس رفرنس (الإنجليزية)